# Pygeum macrocarpum
Pygeum macrocarpum är en rosväxtart som beskrevs av Tse Tsun Yu och L.T. Lu. Pygeum macrocarpum ingår i släktet Pygeum och familjen rosväxter. Inga underarter finns listade i Catalogue of Life.